# Macaranga choiseuliana
Macaranga choiseuliana är en törelväxtart som beskrevs av Airy Shaw. Macaranga choiseuliana ingår i släktet Macaranga och familjen törelväxter. Inga underarter finns listade i Catalogue of Life.